# Guillermo Fernández de Soto
Guillermo Roque Fernández de Soto Valderrama, OL (Bogotá, 27 de septiembre de 1953) es un diplomático, funcionario internacional y político colombiano, miembro del Partido Conservador Colombiano.

## Biografía

### Estudios
Graduado de abogado y economista en la Universidad Javeriana en 1977, posteriormente realizó postgrados en Relaciones Internacionales (Universidad de Georgetown) y en Manejo de Conflictos (Universidad de Harvard). 

### Trayectoria política
Fue asistente del alcalde de Bogotá entre 1972 y 1973 y entre 1979 y 1985 participó en la delegación colombiana ante la Comisión Interamericana de Derechos Humanos. Este último año fue designado Viceministro de Relaciones Exteriores hasta el final del gobierno de Belisario Betancur en 1986. En 1989 fue designado por el presidente Virgilio Barco como Secretario Ejecutivo de la delegación colombiana ante las Comisiones Nacionales de Asuntos Fronterizos Colombo-Venezolanos, conocidas como "Comisiones de Vecindad". Desde entonces se dedicó al derecho comercial a nivel interno e internacional, así entre 1993 y 1998 fue Presidente de la Cámara de Comercio de Bogotá y representante de Colombia en el Consejo Económico de la Cuenca del Pacífico y entre 1996 y 1998 dirigió la Comisión Interamericana de Arbitraje Comercial. Se dedicó también a la labor política dentro del Partido Conservador, gerenciando las campañas presidenciales de Rodrigo Lloreda Caicedo en 1990 y Andrés Pastrana en 1998. 

#### Ministro de Relaciones Exteriores
Tras la victoria en estas últimas elecciones, el presidente Andrés Pastrana designa a Fernández de Soto como Ministro de Relaciones Exteriores, ejerciendo el cargo durante todo el cuatrienio. En su calidad de Canciller de Colombia llega a la Presidencia del Consejo de Seguridad de la ONU en agosto de 2001. En 2002, tras finalizar el mandato de Pastrana, Fernández es elegido Secretario General de la Comunidad Andina, pero deja el cargo apenas un año después. En 2004 es designado Embajador ante los Países Bajos, asumiendo la representación del país ante la Corte Penal Internacional y Organización para la Prohibición de las Armas Químicas. Fundador del Consejo Colombiano de Relaciones Internacionales - CORI. En los últimos años fue miembro de la Junta Directiva del Grupo Aval, Corficolombiana y del Fondo de Pensiones Porvenir S.A. Actualmente, es el director para Europa del Banco de Desarrollo de América Latina - CAF. Además es miembro de la Comisión de Conciliación Nacional.